# Garforth

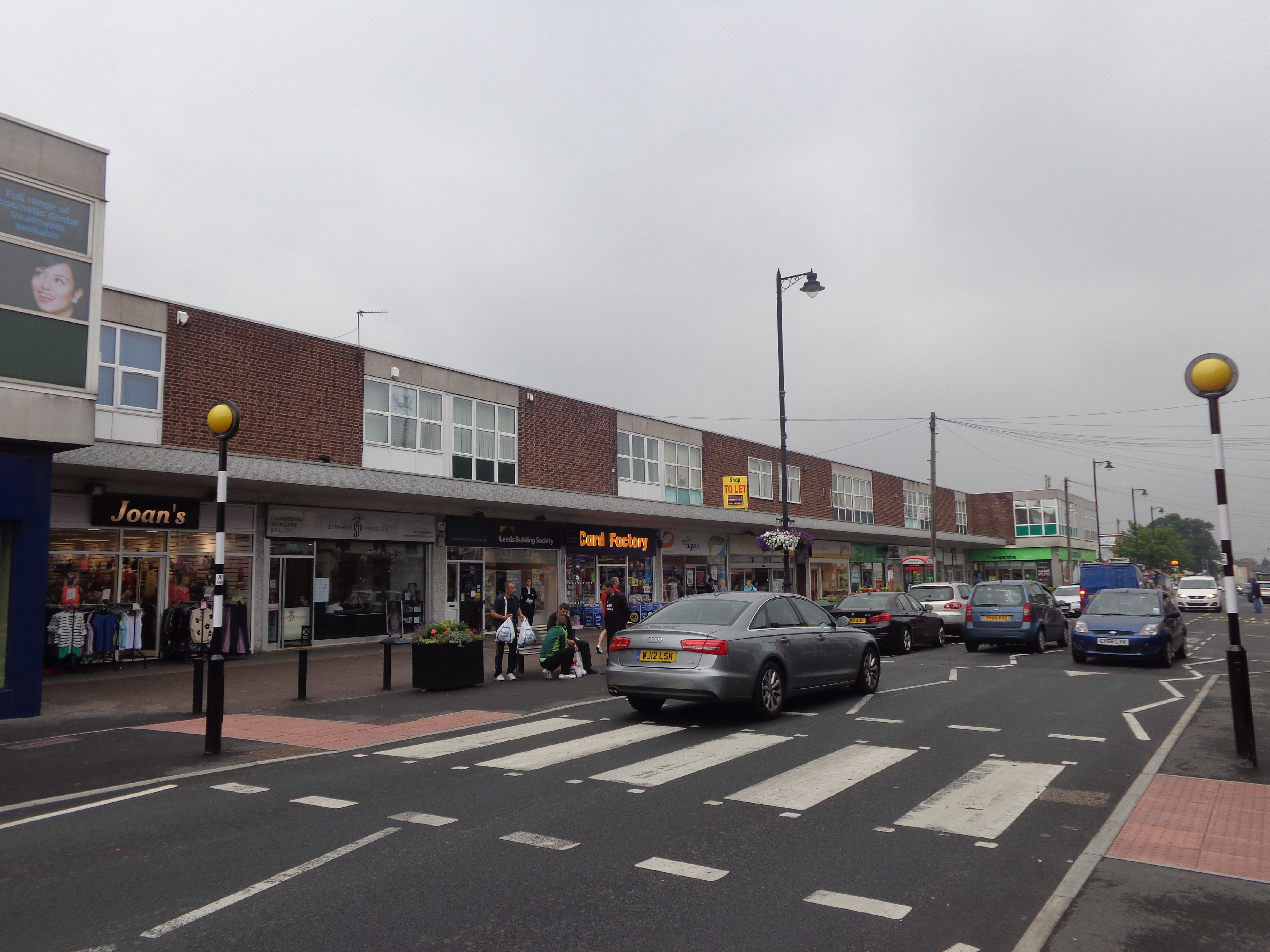
Main Street.

Garforth est un village de la Cité de Leeds, dans le Yorkshire de l'Ouest, en Angleterre. Il y a deux gares dans la ville : Gare de Garforth et Gare de East Garforth.